# 北金ケ沢駅
北金ケ沢駅（きたかねがさわえき）は、青森県西津軽郡深浦町大字関字栃沢（とちざわ）にある、東日本旅客鉄道（JR東日本）五能線の駅である。

## 歴史

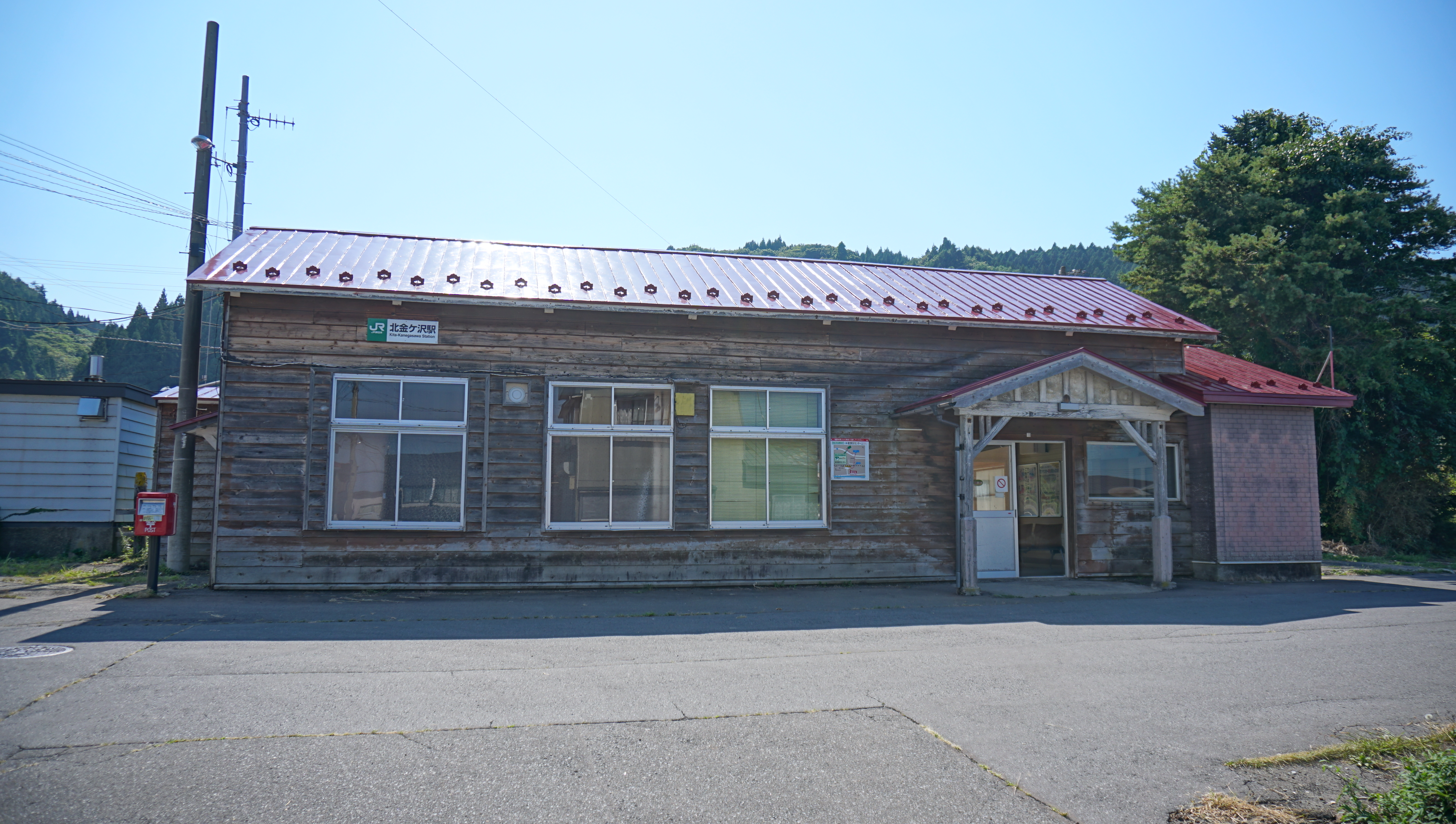
旧駅舎（2019年9月）

- 1931年（昭和6年）10月20日：開業[2][3]。
- 1971年（昭和46年）10月1日：貨物の取り扱いを廃止[3][4]。
- 1984年（昭和59年）2月1日：荷物の扱いを廃止[3]。
- 1986年（昭和61年）11月1日：無人[5]（簡易委託）化[6]。
- 1987年（昭和62年）4月1日：国鉄分割民営化により、JR東日本の駅となる[3]。
- 1991年（平成3年）2月：受託者が「ふかうら開発」となる。
- 2011年（平成23年）4月1日：無人化。
- 2021年（令和3年）1月21日：新駅舎の供用を開始[7][8]。
- 2024年（令和6年）10月1日：えきねっとQチケのサービスを開始[1][9]。

## 駅構造

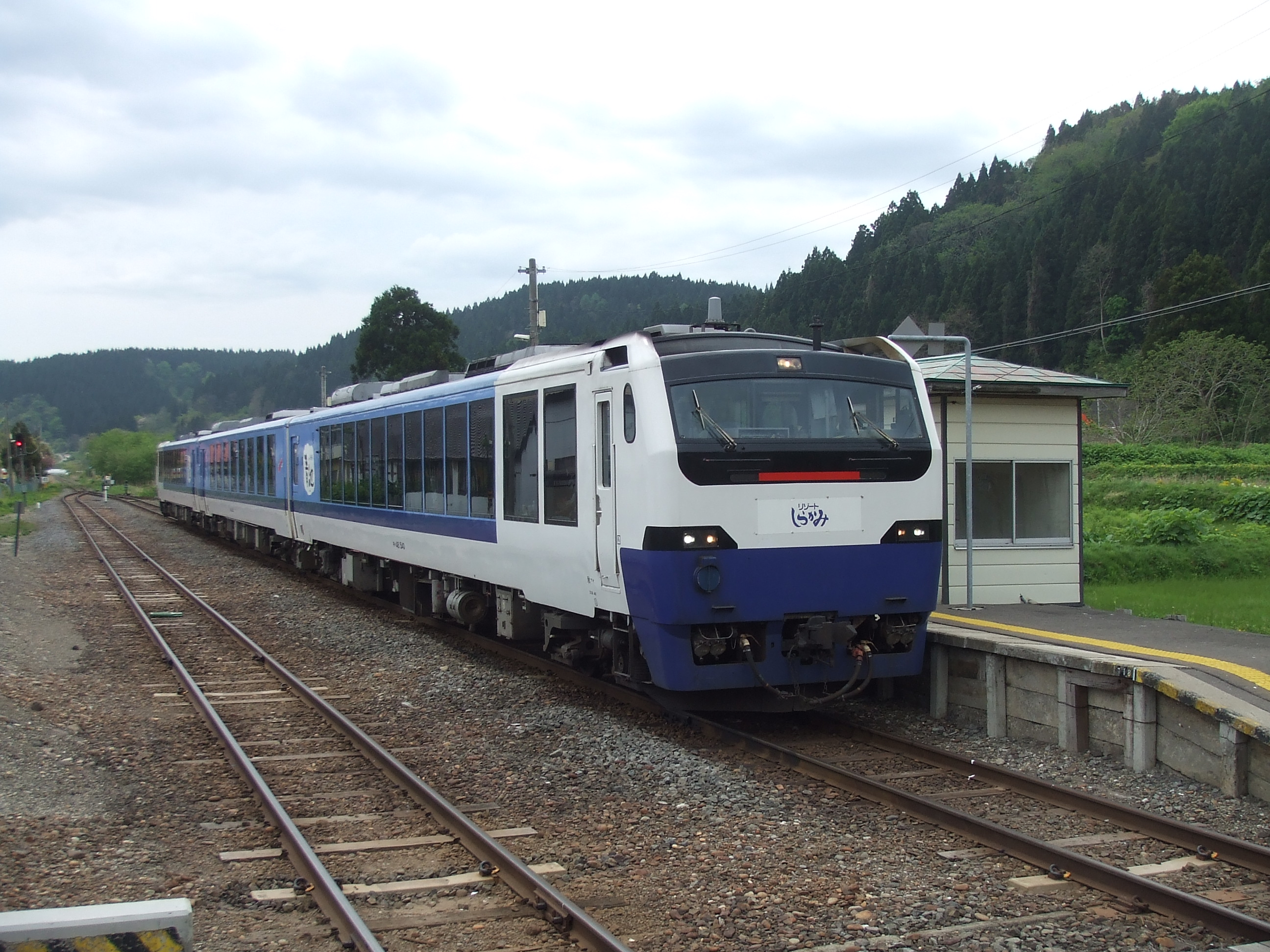
駅構内（2008年5月）

相対式ホーム2面2線を有する地上駅である。互いのホームは構内踏切で連絡している。また、臨時快速「リゾートしらかみ」は信号システムの関係上、列車交換がなくても当駅に運転停車する。
弘前統括センター（五所川原駅）管理の無人駅である。無人化前は深浦町の第三セクター「ふかうら開発」による簡易委託駅であった。2020年（令和2年）に解体された旧駅舎は木造で、1931年（昭和6年）の開業当時から使用された。1930年（昭和5年）に当時の鉄道省が発行した「小停車場本屋標準図」に準拠して建設されており、他の五能線の同時代の駅では尺寸に基づく寸法が用いられているのに対し、当駅はメートル法に基づいているという特徴がある。供用後の長い間に、屋根をトタンに葺き替え、内壁を張り替えて荷物扱い窓口を閉鎖するなどの変更が行われてきた。

### のりば
| 番線 | 路線    | 方向 | 行先         |
| ---- | ------- | ---- | ------------ |
| 1    | ■五能線 | 下り | 五所川原方面 |
| 2    | ■五能線 | 上り | 深浦方面     |

## 利用状況
JR東日本によると、2000年度（平成12年度）- 2009年度（平成21年度）の1日平均乗車人員の推移は以下のとおりであった。
| 乗車人員推移       | 乗車人員推移     | 乗車人員推移    |
| 年度               | 1日平均 乗車人員 | 出典            |
| ------------------ | ---------------- | --------------- |
| 2000年（平成12年） | 85               | [ 利用客数 1 ]  |
| 2001年（平成13年） | 76               | [ 利用客数 2 ]  |
| 2002年（平成14年） | 74               | [ 利用客数 3 ]  |
| 2003年（平成15年） | 59               | [ 利用客数 4 ]  |
| 2004年（平成16年） | 46               | [ 利用客数 5 ]  |
| 2005年（平成17年） | 51               | [ 利用客数 6 ]  |
| 2006年（平成18年） | 54               | [ 利用客数 7 ]  |
| 2007年（平成19年） | 60               | [ 利用客数 8 ]  |
| 2008年（平成20年） | 62               | [ 利用客数 9 ]  |
| 2009年（平成21年） | 58               | [ 利用客数 10 ] |

## 駅周辺
- 国道101号
- 深浦町役場大戸瀬支所
- 深浦町国民健康保険関診療所
- 深浦町立修道小学校
- 北金ヶ沢郵便局
- 関古碑群

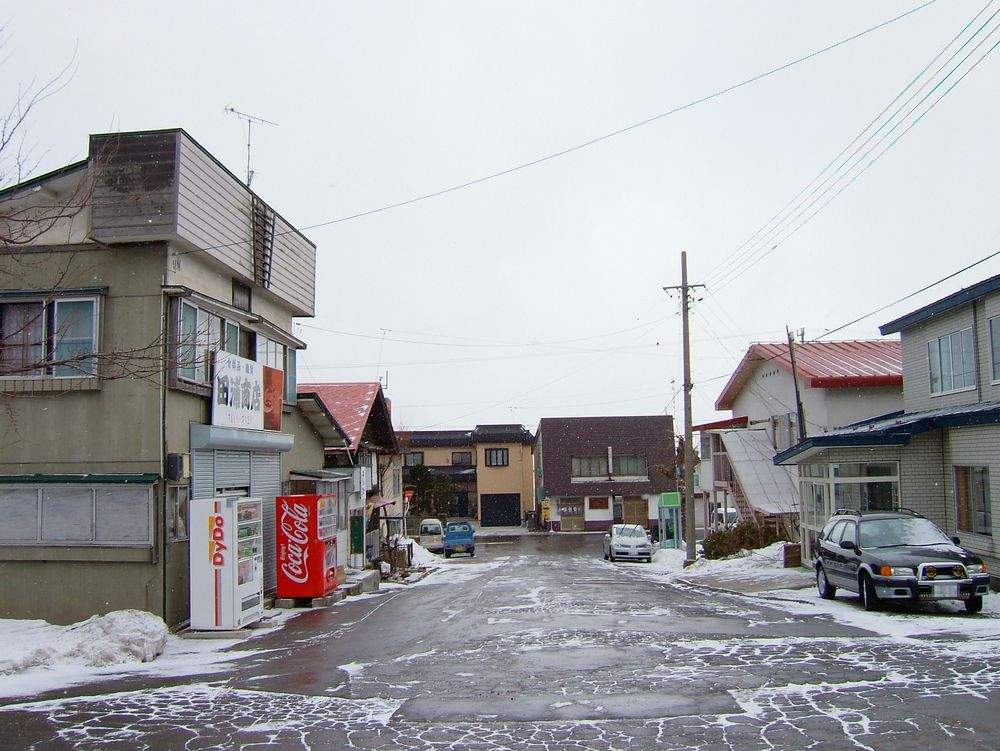
駅前

- 日本一の北金ヶ沢のイチョウ（国の天然記念物指定）
- 弘南バス「北金ヶ沢駅前」停留所 - 鰺ヶ沢 - 深浦線

## 隣の駅
東日本旅客鉄道（JR東日本）
■五能線
□快速
千畳敷駅 ← 北金ケ沢駅 ← 鰺ケ沢駅
■普通
千畳敷駅 - 北金ケ沢駅 - 陸奥柳田駅

### 記事本文
1. 1 2 3 4  「駅の情報（北金ケ沢駅）：JR東日本」東日本旅客鉄道。2024年8月29日時点のオリジナルよりアーカイブ。2024年9月5日閲覧。
2. 1 2 3 4 5 6 7  『週刊 JR全駅・全車両基地』 31号 青森駅・弘前駅・深浦駅ほか、朝日新聞出版〈週刊朝日百科〉、2013年3月17日、26頁。
3. 1 2 3 4 5  石野哲（編）『停車場変遷大事典 国鉄・JR編 Ⅱ』（初版）JTB、1998年10月1日、551頁。ISBN 978-4-533-02980-6。
4. ↑  書籍『国鉄全線各駅停車3 奥羽・羽越400駅』（小学館、1984年）92ページより。
5. ↑  「通報 ●飯田線三河川合駅ほか186駅の駅員無配置について（旅客局）」『鉄道公報号外』日本国有鉄道総裁室文書課、1986年10月30日、12面。
6. ↑  「22駅の業務近代化 秋鉄、11月から簡易委託へ」『交通新聞』交通協力会、1986年5月28日、1面。
7. ↑  「五能線北金ケ沢駅の新駅舎が完成しました (PDF)」（プレスリリース）、東日本旅客鉄道秋田支社、2021年1月19日。2021年1月19日閲覧。
8. ↑  「五能線 北金ケ沢駅舎を改築します (PDF)」（プレスリリース）、東日本旅客鉄道秋田支社、2020年9月2日。2020年9月2日閲覧。
9. ↑  「Suicaエリア外もチケットレスで! 東北エリアから「えきねっとQチケ」がはじまります (PDF)」（プレスリリース）、東日本旅客鉄道、2024年7月11日。2024年8月13日閲覧。
10. ↑  「北金ケ沢駅の建築調査「五能線で古き良き駅舎PRを」」『陸奥新報』2020年10月17日。オリジナルの2020年10月21日時点におけるアーカイブ。2020年10月18日閲覧。
11. 1 2  「JR東日本：駅構内図・バリアフリー情報（北金ケ沢駅）」東日本旅客鉄道。2024年8月15日閲覧。

### 利用状況
1. ↑  「JR東日本：各駅の乗車人員（2000年度）」東日本旅客鉄道。2025年7月1日閲覧。
2. ↑  「JR東日本：各駅の乗車人員（2001年度）」東日本旅客鉄道。2025年7月1日閲覧。
3. ↑  「JR東日本：各駅の乗車人員（2002年度）」東日本旅客鉄道。2025年7月1日閲覧。
4. ↑  「JR東日本：各駅の乗車人員（2003年度）」東日本旅客鉄道。2025年7月1日閲覧。
5. ↑  「JR東日本：各駅の乗車人員（2004年度）」東日本旅客鉄道。2025年7月1日閲覧。
6. ↑  「JR東日本：各駅の乗車人員（2005年度）」東日本旅客鉄道。2025年7月1日閲覧。
7. ↑  「JR東日本：各駅の乗車人員（2006年度）」東日本旅客鉄道。2025年7月1日閲覧。
8. ↑  「JR東日本：各駅の乗車人員（2007年度）」東日本旅客鉄道。2025年7月1日閲覧。
9. ↑  「JR東日本：各駅の乗車人員（2008年度）」東日本旅客鉄道。2025年7月1日閲覧。
10. ↑  「JR東日本：各駅の乗車人員（2009年度）」東日本旅客鉄道。2025年7月1日閲覧。